# Stenoporpia glaucomarginaria
Stenoporpia glaucomarginaria är en fjärilsart som beskrevs av Mcdunnough 1945. Stenoporpia glaucomarginaria ingår i släktet Stenoporpia och familjen mätare. Inga underarter finns listade i Catalogue of Life.